# Enrico Terracini
Enrico Terracini (Genova, 10 febbraio 1909 – Roma, 8 dicembre 1991) è stato uno scrittore e poeta italiano.

## Biografia
Fu tra i collaboratori di "Solaria", dove pubblicò i suoi primi lavori letterari, tra cui il racconto Le figlie del generale, che fu causa (insieme con Il garofano rosso di Elio Vittorini) del sequestro della rivista da parte della censura fascista. Costretto a emigrare all'estero, dove intraprese la carriera diplomatica, vi pubblicò molte sue opere. Il suo archivio è conservato nella Biblioteca Nazionale Centrale di Roma .

## Opere principali
- Quando avevamo vent'anni, Firenze, Edizioni di Solaria, 1935
- Fantasmi alla festa, Firenze, Parenti, 1938
- D'un soir d'un pays lointain, Alger, Charlot, 1940
- Italie proche et lointaine, Roma, OET, 1945
- I montoni color del cielo: romanzo, Roma, Mondadori, 1945 (trad. francese: Les moutons couleur du ciel, Paris, Charlot, 1946)
- Diario consolare, Lugano, Cenobio, 1966